# 通州直隶州
通州直隶州是清朝江苏省的一个直隶州。

通州在江苏省的位置（1820年）

在明朝洪武初年，通州隶属于南直隶扬州府。清朝雍正二年（1724年），通州升格为通州直隶州，为有别于直隶顺天府通州（即日后的通县），俗称南通州。南通直隶州下辖如皋县、泰兴县。辖区范围基本上相当于今日南通市辖境以及隶属泰州市的泰兴市。另在邻近常熟县的长江南岸有飛地——刘海沙（今属张家港市）。
雍正年间起，通州直隶州除州城外，分为6乡:60。境内因临海，有多处盐场。雍正十三年（1735年），马塘场（在如皋市境内）并归石港场，余中场并归余西场。乾隆三十三年（1768年），西亭场并归金沙场。至此，全境共5盐场，即吕四、余东、余西、金沙、石港场。道光年间，长江南岸的沙洲——刘海沙逐渐成型，通州直隶州鄉紳顾飞熊报领垦殖。因通州州府“量田弓大、赋税轻”，业户选择向通州州府报领。造成常熟县和通州直隶州之间的矛盾。同治十三年（1874年），经省调停，开凿常通港为界，南属常熟县，仍称常阴沙，北属通州直隶州，称刘海沙。
光绪元年（1875年），通州直隶州全境分为州城、6乡、5盐场，共计105里。其中，州城有22里、清干乡10里、文安乡11里、狼山乡12里、永兴乡18里、西成乡10里、六场乡并河泊22里。光绪二十四年（1898年），试行地方自治，根据调查，假定为32区。宣统元年（1909年），假定为40区。同年，以户口多少，定为二十一区，计划成3市区10镇区8乡区。宣统二年（1910年），市区、镇区改为市，乡区改为乡。通州直隶州为13市、8乡:60。终清一朝，南通直隶州考评：繁，難。
1911年10月，辛亥革命爆发后，江苏独立。次年1月，江苏临时议会议决，江苏都督府通令颁布《江苏暂行地方制》条例，各地废府、州，并县、厅。5月，以通州直隶州置南通縣:60。